# Анапська
Анапська - станиця в Краснодарському краї, Росія. Входить до складу муніципального утворення місто-курорт Анапа, центр Анапського сільського округу.
Населення — 16 107 тис. мешканців (2010).
Розташована за два км на схід від міста Анапа, за 6 кілометрів від узбережжя Чорного моря.
Станиця оточена виноградниками. Винзавод «Приморський».

## Історія
Станиця заснована у 1836 році як станиця Миколаївська на вшанування пам'яті царя Миколи I, занедбана за часів Кавказької війни. Відновлена в 1862 під назвою Анапська.